# 圣弗兰博德普里耶尔
圣弗兰博-德普里耶尔（法語：Saint-Fraimbault-de-Prières，法語發音：[sɛ̃ fʁɛ̃bo də pʁijɛʁ]）是法国马耶讷省的一个市镇，属于马耶讷区。

## 地理
圣弗兰博-德普里耶尔（48°20'59"N, 0°34'54"W）面积16.85 平方千米，位于法国卢瓦尔河地区大区马耶讷省，该省份为法国西北部内陆省份，北起芒什省和奧恩省，西接伊勒-维莱讷省，南至曼恩-卢瓦尔省，东临萨尔特省。
与圣弗兰博-德普里耶尔接壤的市镇（或旧市镇、城区）包括：圣卢迪加斯、阿龙、尚佩翁、拉艾特拉韦赛讷、马耶讷、蒙特勒伊-普莱。
圣弗兰博-德普里耶尔的时区为UTC+01:00、UTC+02:00（夏令时）。

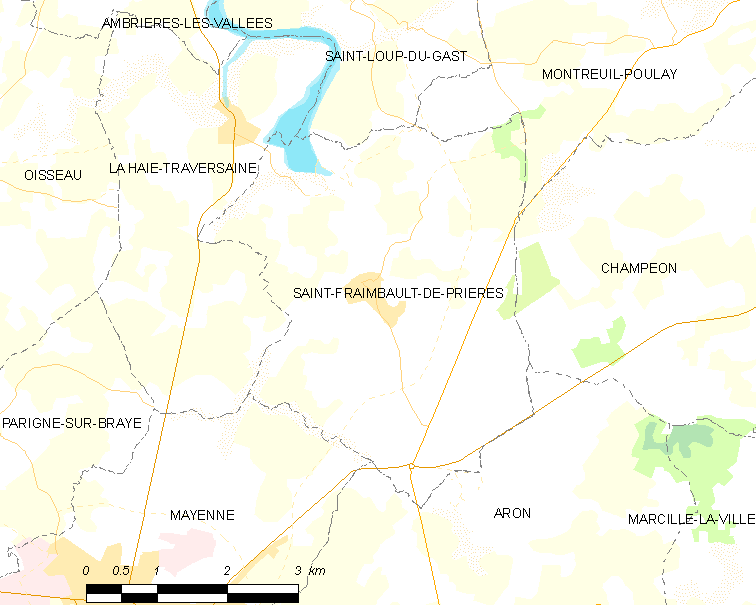
圣弗兰博-德普里耶尔的OSM定位图

## 行政
圣弗兰博-德普里耶尔的邮政编码为53300，INSEE市镇编码为53216。

## 政治
圣弗兰博-德普里耶尔所属的省级选区为拉赛堡县。

## 人口

1962-2008年间圣弗兰博-德普里耶尔人口变化图示

圣弗兰博-德普里耶尔于2022年1月1日时的人口数量为946人。